# Eparquía de Sagar
La eparquía de Sagar (en latín: Eparchia Sagarensis y en inglés: Syro-Malabar Catholic Eparchy of Sagar) es una circunscripción eclesiástica de la Iglesia católica en India. Se trata de una eparquía siro-malabar sufragánea de la arquidiócesis de Bhopal. Desde el 12 de enero de 2018 su eparca es James Athikalam, de la Sociedad Misionera de Santo Tomás Apóstol.

## Territorio y organización
La eparquía tiene 39 029 km² y extiende su jurisdicción sobre los fieles católicos (excepto los siro-malankaras) residentes en los distritos de Vidisha, Sagar, Raisen, Guna y Ashok Nagar (separado de Guna el 15 de agosto de 2003) en el estado de Madhya Pradesh. Es un territorio de misión exclusiva del clero siro-malabar.
La sede de la eparquía se encuentra en la ciudad de Sagar, en donde se halla la Catedral de Santa Teresa del Niño Jesús.
En 2020 en la eparquía existían 17 parroquias: 
- San Thome Church, en Ashoknagar
- Our Lady of Pompei Church, en Bareli
- St. Thomas Church, en Begumganj
- Sacred Heart Church, en Bina
- St. Mary’s Church, en Dourana
- St. Joseph’s Church, en Ganj Basoda
- Christ the King Church, en Guna
- Holy Family Church, en Intkheri
- Yesubhavan Church, en Majooskalan
- St. Antony’s Church, en Mandideep
- St. Francis Church, en Raisen
- St. Theresa Cathedral Church, en Sagar
- St. Thomas Church, en Sagar
- Arockia Matha Church, en Semerikalan
- St. Mary’s Church, en Shahgarh
- Holy Rosary Church, en Shampura
- Pushpa Church, en Silwani
- Bl. Chiara Badano Church, en Sironj
- St. Mary's Church, en Vidisha

## Historia
Debido a la oposición de la Conferencia de Obispos de la India a que se establecieran jurisdicciones separadas siro-malabares y siro-malankaras fuera de sus respectivos territorios propios, los papas erigieron exarcados apostólicos y eparquías regidas por el clero siro-malabar con plena jurisdicción sobre todos los fieles católicos en ellas. 
El 29 de julio de 1968 fue erigido el exarcado apostólico de Sagar mediante la bula Quo aptius propiusque del papa Pablo VI, separando territorio de la arquidiócesis de Bhopal.
El 2 de abril de 1973, mediante el decreto De Bono Animarum, el exarcado se expandió incorporando el distrito de Guna separado de la diócesis de Ajmer-Jaipur (hoy dividida en la diócesis de Ajmer y la diócesis de Jaipur).
El 26 de febrero de 1977 el papa Pablo VI elevó el exarcado apostólico al rango de eparquía con la bula Divina verba.
El 26 de marzo de 2015 el papa Francisco erigió dos circunscripciones eclesiásticas siro-malankaras (eparquía de San Juan Crisóstomo de Gurgaon y el exarcado apostólico de San Efrén de Khadki) con la bula Quo aptius consuleretur con el fin de cubrir todo el territorio de India ubicado fuera del territorio propio de la Iglesia católica siro-malankar. Desde entonces los fieles siro-malankaras de la jurisdicción de la eparquía de Sagar pasaron a integrar la eparquía de San Juan Crisóstomo de Gurgaon.

## Estadísticas
Según el Anuario Pontificio 2021 la eparquía tenía a fines de 2020 un total de 4031 fieles bautizados.
| Año                                                                             | Población            | Población | Población      | Sacerdotes | Sacerdotes    | Sacerdotes    | Bautizados por sacerdote | Diáconos permanentes | Religiosos | Religiosos | Parroquias |
| Año                                                                             | Bautizados católicos | Total     | % de católicos | Total      | Clero secular | Clero regular | Bautizados por sacerdote | Diáconos permanentes | Varones    | Mujeres    | Parroquias |
| ------------------------------------------------------------------------------- | -------------------- | --------- | -------------- | ---------- | ------------- | ------------- | ------------------------ | -------------------- | ---------- | ---------- | ---------- |
| 1970                                                                            | 1480                 | 1 697 175 | 0.1            | 15         | 2             | 13            | 98                       |                      | 15         | 30         | 3          |
| 1980                                                                            | 2300                 | ?         | ?              | 29         | 1             | 28            | 79                       |                      | 50         | 120        | 8          |
| 1990                                                                            | 3112                 | 4 636 000 | 0.1            | 47         | 7             | 40            | 66                       | 2                    | 62         | 227        | 26         |
| 1999                                                                            | 6350                 | 5 636 420 | 0.1            | 33         | 11            | 22            | 192                      | 1                    | 39         | 314        | 27         |
| 2000                                                                            | 6410                 | 5 742 620 | 0.1            | 30         | 14            | 16            | 213                      | 1                    | 26         | 193        | 26         |
| 2001                                                                            | 6470                 | 5 742 620 | 0.1            | 30         | 14            | 16            | 215                      |                      | 27         | 193        | 26         |
| 2002                                                                            | 56.000               | 4 592 400 | 1.2            | 40         | 18            | 22            | 1400                     | 1                    | 33         | 198        | 26         |
| 2003                                                                            | 6600                 | 4 538 500 | 0.1            | 40         | 19            | 21            | 165                      | 1                    | 26         | 209        | 26         |
| 2004                                                                            | 6710                 | 4 538 500 | 0.1            | 36         | 20            | 16            | 186                      | 1                    | 30         | 219        | 25         |
| 2009                                                                            | 7200                 | 4 840 000 | 0.1            | 49         | 39            | 10            | 146                      | 1                    | 19         | 230        | 40         |
| 2010                                                                            | 7150                 | 4 907 000 | 0.1            | 54         | 44            | 10            | 132                      | 1                    | 18         | 230        | 40         |
| 2014                                                                            | 3376                 | 5 176 000 | 0.1            | 70         | 52            | 18            | 48                       |                      | 27         | 261        | 40         |
| 2017                                                                            | 3960                 | 5 379 980 | 0.1            | 81         | 60            | 21            | 48                       |                      | 29         | 268        | 44         |
| 2020                                                                            | 4031                 | 5 544 415 | 0.1            | 70         | 54            | 16            | 57                       |                      | 18         | 263        | 17         |
| Fuente: Catholic-Hierarchy, que a su vez toma los datos del Anuario Pontificio. |                      |           |                |            |               |               |                          |                      |            |            |            |

## Episcopologio
- Clement Thottungal, C.M.I. † (29 de julio de 1968-20 de diciembre de 1986 retirado)
- Joseph Pastor Neelankavil, C.M.I. (20 de diciembre de 1986-2 de febrero de 2006 retirado)
- Anthony Chirayath (2 de febrero de 2006-12 de enero de 2018 retirado)
- James Athikalam, M.S.T., desde el 12 de enero de 2018[6]